# جيري آدامز (عالم أحياء جزيئية)
جيري آدامز (بالإنجليزية: Jerry Adams)‏ هو أحيائي أسترالي وأمريكي، ولد في 17 يونيو 1940.